# Sinam
Sinam (en népalais : सिनाम) est un comité de développement villageois du Népal situé dans le district de Taplejung. Au recensement de 2011, il comptait 2 093 habitants.